# Pendulothecium punctatum
Pendulothecium punctatum là một loài Rêu trong họ Neckeraceae. Loài này được (Hook. f. & Wilson) Enroth & S. He miêu tả khoa học đầu tiên năm 1991.